# Diocese de Miao
A Diocese de Miao (Latim:Dioecesis Miaoensis) é uma diocese localizada no município de Miao, no estado de Arunachal Pradexe, pertencente a Arquidiocese de Guwahati na Índia. Foi fundada em 7 de dezembro de 2005 pelo Papa Bento XVI. Com uma população católica de 98.600 habitantes, sendo 19,8% da população total, possui 30 paróquias com dados de 2020.

## História
Em 7 de dezembro de 2005 o Papa Bento XVI cria a Diocese de Miao através do território da Diocese de Dibrugarh.

## Lista de bispos
A seguir uma lista de bispos desde a criação da diocese em 2005.
|                | Nome                         | Período        | Notas          |
| Bispos de Miao | Bispos de Miao               | Bispos de Miao | Bispos de Miao |
| -------------- | ---------------------------- | -------------- | -------------- |
| 1º             | George Palliparampil, S.D.B. | 2005 - atual   |                |